# Grupo Monte Verde
Adquirida pelo casal Jorge e Márcia Picciani, em 1984, a Monte Verde começou como uma fazenda de leite e café em Rio das Flores, no Sul do Estado do Rio, mas logo viu o grande futuro que havia na pecuária brasileira e fez sua escolha: atuar no desenvolvimento genético e na qualificação do rebanho brasileiro, tanto de corte quanto leiteiro.
Em 1998, num leilão de liquidação realizado em Uberaba, a Monte Verde investiu na compra da vaca Nelore Bilara, conhecida como uma das grandes matrizes da raça. Foi um marco na história da Monte Verde. A velha Bilara, morta em 2002, rendeu uma dinastia de grandes animais e o Grupo Monte Verde se orgulha de ter o maior plantel de sangue Bilara no país. Desde 2004, o Grupo passou a investir também no melhoramento da raça Gir Leiteiro por intermédio das mesmas técnicas de reprodução consagradas no desenvolvimento da raça Nelore.
Membro consultivo da Associação Brasileira dos Criadores de Zebu (ABCZ), Jorge Picciani tem no filho Felipe, zootecnista que hoje é uma referência no mercado, um gestor desse grande negócio familiar. Para aliar produtividade com qualidade, a Monte Verde investe em inovação tecnológica, na formação de equipes qualificadas e no manejo adequado dos pastos e dos animais.
Em 2009, a Monte Verde completa 25 anos com fazendas em Uberaba (MG) - onde se concentra as principais matrizes do grupo, sua base científica e administrativa - e em São Felix do Xingu (MT), que concentra o rebanho de corte. A Monte Verde original, localizada no Rio, teve a maior parte de suas terras vendidas e hoje se resume a uma casa de campo onde a família continua se reunindo e tomando decisões em conjunto.